# Statuia Libertății din Arad

Statuia Libertăţii din Arad, ilustrată din perioada antebelică

Statuia Libertății (în maghiară Szabadság-szobor) este un monument dezvelit în anul 1890 la Arad, la comemorarea execuției celor 13 comandanți militari antihabsburgici cunoscuți sub numele de cei 13 de la Arad. Monumentul a fost demontat în anul 1925 pe baza decretului 1512/1925 al guvernului Ion I. C. Brătianu, pe motiv ca generalii respectivi ar fi luptat împotriva românilor. A fost păstrat în Cetatea Aradului, într-o unitate militară. La 20 septembrie 1999 guvernul Radu Vasile a adoptat o hotărâre prin care Statuia Libertății a fost transferată în administrarea Ordinului Franciscan din Arad.

## Istoric
Pe parcursul timpului, Statuia Libertății a stârnit aprige controverse legate de oportunitatea reamplasării ei în municipiul Arad.
În ședința din 4 martie 2004 guvernul Adrian Năstase, în ciuda protestelor vehemente venite din partea unor membri ai parlamentului, între care s-a numărat și senatorul PSD Sergiu Nicolaescu, a aprobat reamplasarea Statuii Libertății într-un Parc al Reconcilierii româno-ungare, amenajat în Piața Pompierilor din Arad.
Pe 25 aprilie 2004 a avut loc, în prezența oficialităților române și maghiare și a șefului delegației Comisiei Europene în România, noua dezvelire a monumentului.
În cursul anului 2015 statuia a fost vandalizată.